# Johann Stephan Decker
Johann Stephan Decker   (Colmar, 26 de desembre de 1784 - Viena, 25 de juny de 1844), també conegut amb els primers noms Janos Istvan o Jean Étienne, va ser un pintor francès de la primera meitat del segle xix. Va adquirir una certa notorietat a través de les seves miniatures i del seu famós retrat de Beethoven, realitzat durant la vida del músic.
Va ser el pare dels pintors Albert Decker (1817-1871), Gabriel Decker (1821-1855) i Georg Decker (1819-1894).

## Un pintor de renom europeu
Johan Stephan Decker, originari de Colmar, va marxar a París el 1804 per formar-se amb els pintors David i Jean-Jacques Karpff. Allà es va especialitzar en l'art del retrat i les miniatures, després, acabada la seva formació, va tornar a la seva ciutat natal a finals de 1811.
Després d'una estada a Budapest cap al 1818, es va traslladar a Viena el 1821, on va treballar per al canceller Metternich i l'arxiduquessa Marie-Louise. També va servir al comte Sickingen, per a qui va produir diverses escenes de gènere. Finalment, l'arxiduc Carles Lluís el va contractar l'any 1827 com a mestre de dibuix de la seva filla que després seria reina de les Dues Sicílies. Va ocupar aquest càrrec fins al 1840.

## Obres
- Parella amb vestit rus a banda i banda d'una tanca, aquarel·la, 19 * 14,5 cm, col·lecció particular.
- Retrat de Ludwig van Beethoven envellit, dibuix a guix, mai 1824, 52 * 80 cm, Historisches Museum der Stadt, Viena.
- Ancià amb gorra (Autoretrat), oli sobre tela, aproximadament...., 69 * 55, col·lecció privada, Budapest.

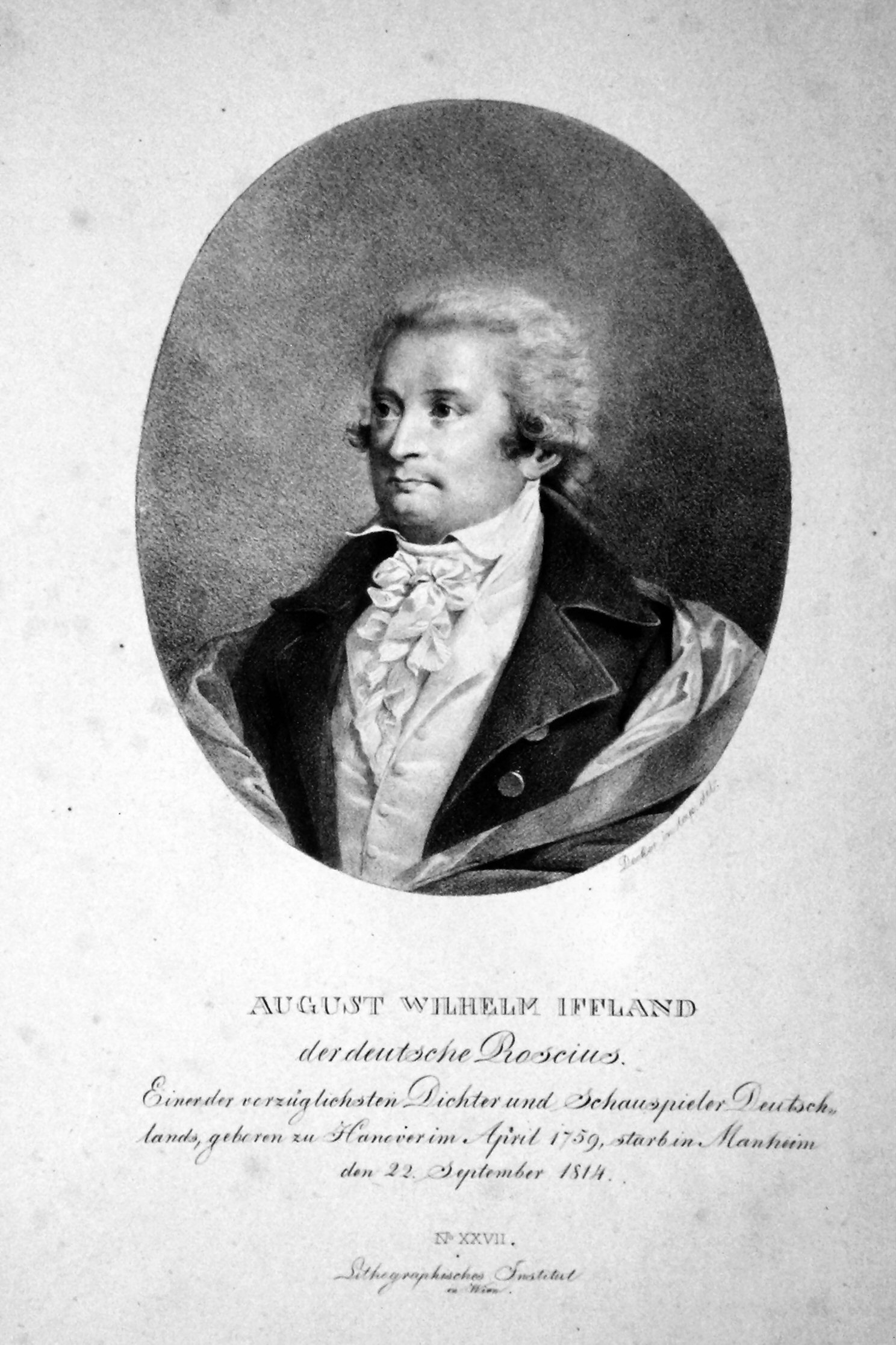
Retrat d’August Wilhelm Iffland per Johan Stephan Decker.

- El duc de Reichstadt als deu anys, dibuix a llapis, cap a 1820, 41,2 * 31,4 cm, Museu Nacional del Castell de Fontainebleau.

- Retrat de mig cos d'un noble del Segon Imperi, carbó sobre paper (oval), aproximadament..., 20,5 * 15,5 cm, Alemanya.
- La noia del barret, retrat en miniatura en guaix sobre marfil, aproximadament...,10*8,5 cm, Suïssa.
- Dona jove amb un xal rosa, retrat en miniatura en aquarel·la sobre marfil,..., 9,7 * 3 cm, Viena.
- Sala d'estudi de l'emperador Francesc er d'Àustria, oli sobre tela, circa....., Osterreichische Galerie, Viena.
- El moll dels esclaus a Venècia (Riva degli Schiavoni), dibuix a llapis, cap a...,34*27 cm, col·lecció privada, Saint-Luc, Suïssa.
- Vista del castell de Heidelberg des del camí dels filòsofs, dibuix a llapis, cap a...,34*27 cm, col·lecció privada, Saint-Luc, Suïssa.
- Cases de pagesos a Berchtesgaden, dibuix a llapis, aproximadament....,24,5*33,5 cm, col·lecció privada, Saint-Luc, Suïssa.
- Oratori a la Mare de Déu a la vora d'un camí a les Dolomites, dibuix a llapis, 24,5 * 33,5 cm, col·lecció privada, Saint-Luc, Suïssa.
- Retrat de l'emperador Francesc er amb una levita marró, aquarel·la sobre marfil (oval), cap a 1824, 8 * 7 cm, col·lecció privada, Àustria.
- L'emperador François 1 al seu estudi, oli sobre tela, després de 1821, Österreichische Galerie Belvedere, Viena. (Vegeu http://www.habsburger.net/en/media/johann-stephan-decker-emperor-franz-ii-i-his-desk-his-study-vienna-hofburg-1826-oil-sh)
- Vista d'una habitació a l'apartament de la duquessa Sophie al palau Blauer Hof de Laxenburg, guaix, 1826, Fondation Preussische Schlösser und Gärten Berlin-Brandenburg, Potsdam.
- Salon 1830, aquarel·la, 1826, Wien Museum, Viena.
- Retrat de Félix Desportes, 1818, Colmar.
- Retrat del mercader Edouard Herv, aquarel·la sobre ivori, vers 1815, 9,6*7,6, col·lecció privada, Onex, Suïssa.
- Retrat d’August Wilhelm Iffland, litografia, vers 1825, 14,88 * 22,33.

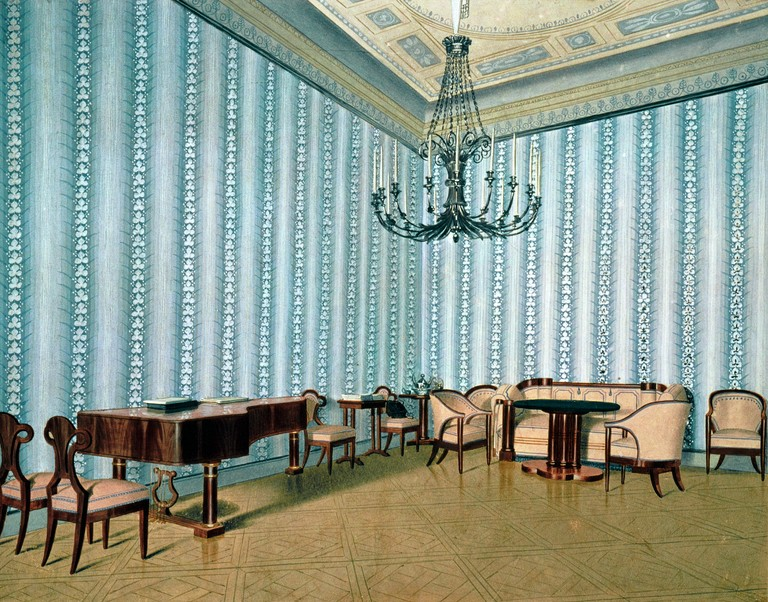
Vista de la sala de música de la duquessa Sofia al palau Blauer Hof.

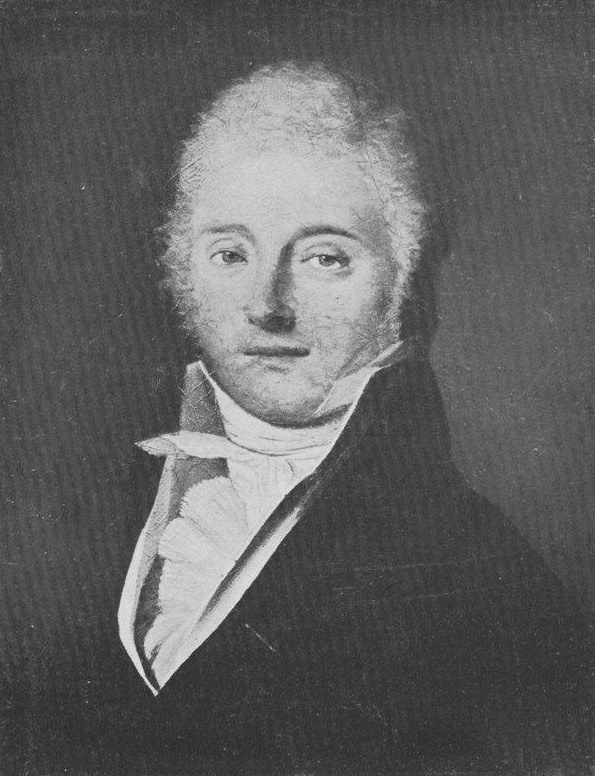